# Helsingør Stadion
Helsingør Stadion – stadion piłkarski w Helsingør, w Danii. Został otwarty 1 lipca 1923 roku. Może pomieścić 4282 widzów. W przeszłości na obiekcie swoje spotkania rozgrywali piłkarze klubu Helsingør IF, a następnie FC Helsingør.
W 1919 roku miasto zakupiło teren pod budowę stadionu sportowego przy Nordre Strandvej. Obiekt oddano do użytku 1 lipca 1923 roku. Na stadionie swoje mecze rozgrywała drużyna piłkarska klubu Helsingør IF, która przed otwarciem nowego boiska grała na „Grønnehave”. W latach 1934–1937 piłkarze Helsingør IF występowali na najwyższym poziomie ligowym krajowych rozgrywek piłkarskich. 9 sierpnia 1938 roku na stadionie zainugurowano zadaszoną trybunę główną. W 1977 roku oddano do użytku drugą trybunę, od strony Nordre Strandvej. W 1999 roku stadion został wyremontowany. W 2005 roku na bazie drużyny piłkarskiej Helsingør IF powstał klub FC Helsingør, który odtąd rozgrywał swoje spotkania na Helsingør Stadion. W 2017 roku zespół ten awansował do Superligaen. Po awansie na stadionie dostawiono dodatkowe trybuny oraz maszty oświetleniowe, zaczęto również przygotowania do budowy nowego stadionu. FC Helsingør występował w Superligaen przez jeden sezon, po którym spadł do niższej dywizji. W latach 2018–2019 obok hali sportowej Helsingørhallen wybudowano nowy stadion piłkarski, na który przenieśli się piłkarze FC Helsingør. Ostatni mecz ligowy na Helsingør Stadion odbył się 25 maja 2019 roku (FC Helsingør – Lyngby BK 1:2). Rekord frekwencji areny wynosi 5348 widzów z meczu ligowego gospodarzy przeciwko FC København 17 września 2017 roku (0:4). W przeszłości na obiekcie grywały również duńskie reprezentacje młodzieżowe.